# Scottish Division One 1910/11
Die Scottish Football League Division One wurde 1910/11 zum 18. Mal ausgetragen. Es war zudem die 21. Austragung der höchsten Fußball-Spielklasse innerhalb der Scottish Football League, in der der Schottische Meister ermittelt wurde. Sie begann am 15. August 1910 und endete am 29. April 1911. In der Saison 1910/11 traten 18 Vereine in insgesamt 34 Spieltagen gegeneinander an. Jedes Team spielte jeweils einmal zu Hause und auswärts gegen jedes andere Team. Es galt die 2-Punkte-Regel. Bei Punktgleichheit waren die Vereine (mit derselben Punktausbeute) gleich platziert.
Die Glasgow Rangers gewannen zum insgesamt sechsten Mal in der Vereinsgeschichte die Meisterschaft. In dieser Saison stieg keine Mannschaft ab, nachdem alle erstklassigen Klubs wiedergewählt worden waren. Torschützenkönig wurde mit 38 Treffern Willie Reid von den Glasgow Rangers.

## Statistik

### Abschlusstabelle
| Pl. | Verein              | Sp. | S  | U  | N  | Tore    | Diff. | Punkte |
| --- | ------------------- | --- | -- | -- | -- | ------- | ----- | ------ |
| 1.  | Glasgow Rangers     | 34  | 23 | 6  | 5  | 090:340 | +56   | 52:16  |
| 2.  | FC Aberdeen         | 34  | 19 | 10 | 5  | 044:290 | +15   | 48:20  |
| 3.  | FC Falkirk          | 34  | 17 | 10 | 7  | 065:420 | +23   | 44:24  |
| 4.  | Partick Thistle     | 34  | 17 | 8  | 9  | 050:410 | +9    | 42:26  |
| 5.  | Celtic Glasgow (M)  | 34  | 15 | 11 | 8  | 048:180 | +30   | 41:27  |
| 5.  | FC Dundee (P)       | 34  | 18 | 5  | 11 | 054:420 | +12   | 41:27  |
| 7.  | FC Clyde            | 34  | 14 | 11 | 9  | 045:360 | +9    | 39:29  |
| 7.  | Third Lanark        | 34  | 16 | 7  | 11 | 059:530 | +6    | 39:29  |
| 9.  | Hibernian Edinburgh | 34  | 15 | 6  | 13 | 044:480 | −4    | 36:32  |
| 10. | FC Kilmarnock       | 34  | 12 | 10 | 12 | 042:450 | −3    | 34:34  |
| 11. | Airdrieonians FC    | 34  | 12 | 9  | 13 | 049:530 | −4    | 33:35  |
| 12. | FC St. Mirren       | 34  | 12 | 7  | 15 | 046:570 | −11   | 31:37  |
| 13. | Morton              | 34  | 9  | 11 | 14 | 049:510 | −2    | 29:39  |
| 14. | Heart of Midlothian | 34  | 8  | 8  | 18 | 042:590 | −17   | 24:44  |
| 14. | Raith Rovers (N)    | 34  | 7  | 10 | 17 | 036:550 | −19   | 24:44  |
| 16. | Hamilton Academical | 34  | 8  | 5  | 21 | 031:600 | −29   | 21:47  |
| 17. | FC Motherwell       | 34  | 8  | 4  | 22 | 037:660 | −29   | 20:48  |
| 18. | FC Queen’s Park     | 34  | 5  | 4  | 25 | 028:800 | −52   | 14:54  |

| Saison 1910/11 |

| Zum Saisonende 1909/10 |                                |
| (M)                    | Meister des Vorjahres          |
| (P)                    | Pokalsieger des Vorjahres      |
| (N)                    | Neuzugang aus der Division Two |

## Wahlprozedere
Die Regularien der Scottish Football League sahen vor, dass sich am Saisonende die zwei schlechtesten platzierten Teams zu Wiederwahl stellen mussten. Abgestimmt wurde auf der jährlichen Hauptversammlung der Scottish Football League, bei der zugleich über Neuaufnahmen entschieden wurde. Dieses Wahlsystem bestimmte bis 1922 den Auf- und Abstieg zwischen der Division One und Division Two.
| Verein          | # Stimmen | Ergebnis      | Division     |
| --------------- | --------- | ------------- | ------------ |
| FC Motherwell   |           | wiedergewählt | Division One |
| FC Queen’s Park |           | wiedergewählt | Division One |